# Zdeněk Pata
Zdeněk Pata (* 3. února 1960) je bývalý český hokejista.
Patřil k nejvýraznějším osobnostem hokejové Škody Plzeň v 80. letech. Do ligy poprvé naskočil na podzim 1979 po opětovném postupu Plzně do nejvyšší soutěže a s výjimkou vojny v ní hrál nepřetržitě až do jara 1990. Časem se vypracoval do elitního útoku vedle Františka Černého a Josefa Táflíka. V roce 1980 se zúčastnil juniorského mistrovství Světa do 20 let. V naší nejvyšší hokejové soutěži odehrál v dresu Plzně, Trenčína a Jihlavy celkem během 10 sezón 368 utkání, ve kterých dal 84 branek a připsal si 143 asistencí. S mužstvem Jihlavy získal v sezoně 84/85 titul mistra ligy ČSSR.

## Klubové statistiky
| Sezona  | Klub          | Základní část | Základní část | Základní část | Základní část | Základní část |
| Sezona  | Klub          | Z             | G             | A             | B             |               |
| ------- | ------------- | ------------- | ------------- | ------------- | ------------- | ------------- |
| 1979-80 | Škoda Plzeň   | 41            | 6             | 7             | 13            |               |
| 1980-81 | Škoda Plzeň   | 40            | 13            | 12            | 25            |               |
| 1981-82 | Škoda Plzeň   | 38            | 7             | 17            | 24            |               |
| 1982-83 | Škoda Plzeň   | 41            | 15            | 18            | 33            |               |
| 1983-84 | Dukla Trenčín | 38            | 7             | 12            | 19            |               |
| 1984-85 | Dukla Jihlava | 3             | 1             | 0             | 1             |               |
| 1985-86 | Škoda Plzeň   | 37            | 13            | 19            | 32            |               |
| 1986-87 | Škoda Plzeň   | 45            | 17            | 15            | 32            |               |
| 1987-88 | Škoda Plzeň   | 46            | 11            | 25            | 36            |               |
| 1988-89 | Škoda Plzeň   | 41            | 10            | 16            | 26            |               |
| 1989-90 | Škoda Plzeň   | 43            | 8             | 17            | 25            |               |

HC Fasaa Itálie 1990/91
10zápasů 15 gólů 10 asistencí
1991/92
HC Bressanone
32 zápasů 31 gólů 32 asistencí
1992/93
HC Regen
15
zápasů
42 gólů, 25 asistencí